# Districtul Coleraine
Coleraine (irlandeză Cúil Raithin) este un district în Irlanda de Nord. Din punct de vedere administrativ, Coleraine este un district al Irlandei de Nord. 